# پرنس آمارتی
پرنس آمارتی (انگلیسی: Prince Amartey؛ زادهٔ ۲۵ ژوئن ۱۹۴۴) بوکسور اهل غنا بود.